# Corts de València (1286)
Les Corts de València de 1286, Corts Generals del regne de València, foren convocades per Alfons el Franc, a petició de l'estament ciutadà, primerament, per al 6 de juny, endarrerides després a l'1 de novembre, i finalment avançades al 15 de setembre, quan es van celebrar.
Foren convocades les localitats de València, Morella, Borriana, Dénia, Morvedre, Llíria, Cullera, Alzira, Xàtiva, Ontinyent, Gandia i Cocentaina, i 32 nobles del regne, encapçalats per Ximén de Urrea.
Iniciades el 15 de setembre, sis dies després el rei abandona precipitadament les Corts una vegada aconseguit el subsidi de les viles reials de 153.000 sous però sense haver-hi confirmat els furs, per no enfrontar-se amb els nobles aragonesos i per a solucionar certs problemes urgents amb els nobles catalans. Mou cap a Catalunya, i a Borriana estant, els representants de l'estament ciutadà li demanen la confirmació dels furs, els quals ratifica mitjançant la publicació d'un privilegi, el 22 de setembre, a canvi de no paralitzar el subsidi concedit. La participació del braç reial creix en importància, i també participa la noblesa quan es deslliga dels interessos pròpiament aragonesos, i l'església entra a poc a poc.